# Strävbåge

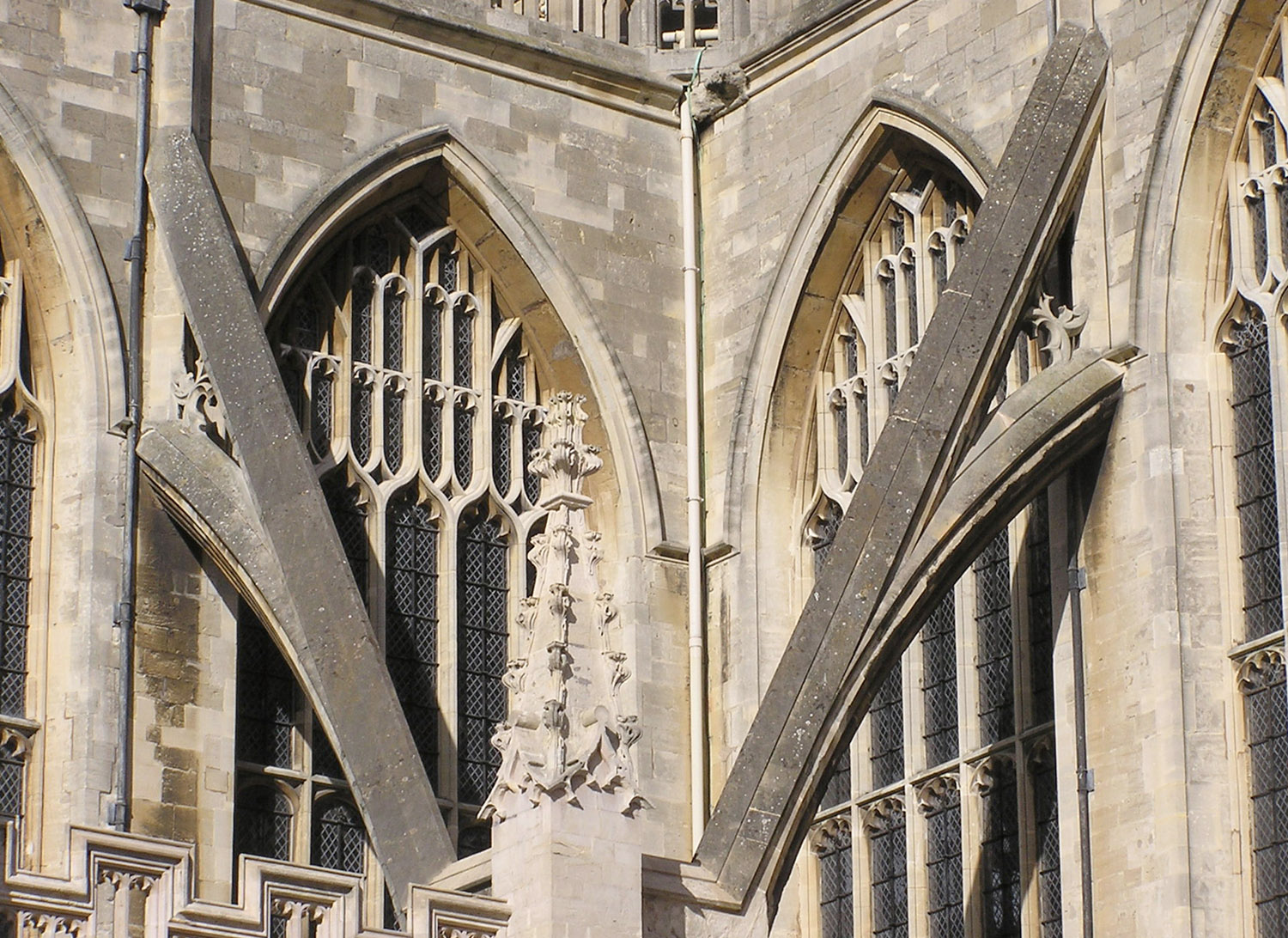
Strävbågar

En strävbåge är en båge, ett strukturellt element, i första hand i gotikens arkitektur, som överför trycket från ett valv, till exempel över ett kor eller ett mittskepp, över ett mellanliggande utrymme, till exempel ett sidoskepp eller en koromgång till ett fristående stöd, vanligen en strävpelare. 
Strävbågen har vanligen formen av ett cirkelsegment som bildar en stigande båge. Strävbågar förekom redan i romansk arkitektur men doldes då i allmänhet av andra konstruktionselement eller ett tak. Under 1100-talet accepterades det som konstruktionselement och accentuerades i exteriören i katedraler som de i Chartres, Le Mans, Paris, Beauvais och Reims.
Det förekommer strävsystem där flera strävbågar ovanpå varandra överför trycket från valvet och till och med fall där upp till tre strävpelare med mellanliggande strävbågar bildar mycket avancerade konstruktionssystem. Sådana fristående stödsystem upptar bättre de laster som valven skapar än engagerade stöd. Ofta ökas stödpelarnas kapacitet ytterligare genom att fialer ställts ovanpå strävpelarna.